# マレーシアの国旗
マレーシアの国旗は1963年9月16日に制定された。

## 概要
左上のカントン部の図柄はイスラム教の象徴である月と星を、赤と白の線はマレーシアにある13の州と、首都のクアラルンプールを含めた連邦直轄地域を表している。
現在のデザインに近い旗は、元々マラヤ連邦の旗として募集されたもので、1950年5月19日に制定された。現在の旗は、1963年9月16日にシンガポール、北ボルネオ、イギリス領サラワクがマラヤ連邦へ合邦し、マレーシアが成立したのに伴い、州の数に合わせて、赤・白の横縞の数および星の光の数を3つ増やし、14にしている。1965年にシンガポールが分離独立したが、デザインは変更されず、1974年にクアラルンプールが連邦直轄地域になるに伴い、13州+クアラルンプールを表すようになった。

## 名称
マレーシアの国旗には、Jalur Gemilang (マレーシア語で「栄光の縞模様」といった意味)という正式名称がつけられている。これは、1997年8月31日、マレーシア独立40周年の記念日に当時のマハティール・ビン・モハマド首相によって名付けられた
。なお、国旗を讃えるJalur Gemilang (作詞・作曲:Suhaimi Mohd Zain)という、国旗と同一名称の曲も作られている。

?商船旗
?陸軍旗
?軍艦旗
空軍旗
海上法執行庁の旗

## 歴史的な旗

?サラワク王国の国旗（1870年-1946年）
?マラヤ連合/マラヤ連邦の旗（1946年-1950年）
??マラヤ連合/マラヤ連邦の軍艦旗（1946年-1950年）
?マラヤ連邦の旗（1950年-1963年）
??同上（縦横比2:3の別タイプ）
??マラヤ連邦の商船旗（1957年-1963年）
??マラヤ連邦の軍艦旗（1957年-1963年）
??1963年-1968年の軍艦旗
?現在の国旗（1968年〜、縦横比2:3の別タイプ）

## 1949年に検討された国旗